# Augustin Mouchot

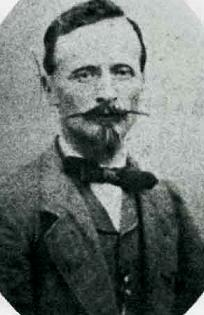
Augustin Mouchot

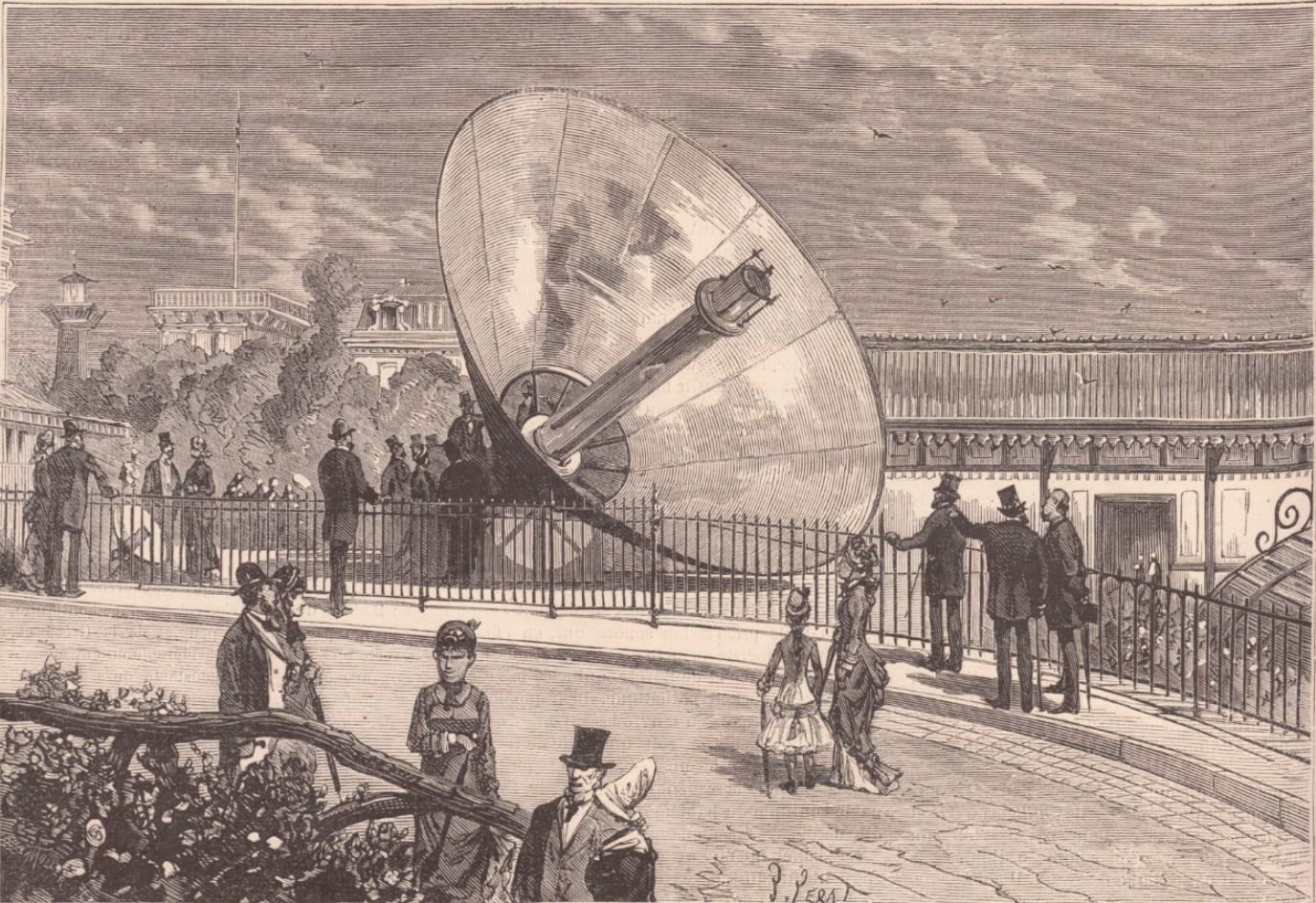
Mouchots parabolischer Solarkonzentrator auf der Weltausstellung 1878.

Augustin Bernard Mouchot (* 7. April 1825 in Semur-en-Auxois, Burgund; † 4. Oktober 1912 in Paris) war ein französischer Gymnasiallehrer für Mathematik, der vor allem als Pionier der Solarthermie-Nutzung bekannt wurde.

## Leben
Mouchot wurde als sechstes und letztes Kind eines Schlossermeisters geboren. 1845 legte er sein Abitur mit Auszeichnung am Kolleg von Semur ab. Zuerst arbeitet es als Grundschullehrer in den nahe gelegenen Städten Movran und Dijon. 1853 erhielt er einen Abschluss in Mathematik und Physik an der Université de Bourgogne in Dijon.
1860 begann er erste Experimente mit einem Solarkocher, wobei er sich auf die Untersuchungen von Horace-Bénédict de Saussure bezog und dessen Untersuchungen weiterentwickelte. 1866 entwickelte er die erste Solar-Dampfmaschine bei der die Sonneneinstrahlung mit Hilfe eines Hohlspiegels auf einen Glaszylinder konzentriert wurde und dort Wasser zum Verdampfen brachte. Diese Technik entwickelte er weiter und erhielt für eine seiner Maschinen auf der Pariser Weltausstellung 1878 eine Goldmedaille. 1869 erschien sein Solar-Technik Buch, die Zweite Auflage von 1879 enthielt eine Geschichte der Solarapparate seit der Antike und eine Beschreibung seiner Solar-Dampfmaschinen.
Für die französische Regierung arbeitete Mouchot 1877 an der Erschließung der Solarenergie für die französischen Kolonien. Allerdings bewertete die Regierung in einem Gutachten die Solarenergie als unwirtschaftlich. Daraufhin zog sich Mouchot in sein Lehramt zurück. Er starb 1912 in Paris.
Französische Wissenschaftler würdigen Mouchot als „einen der ersten Wissenschaftler, der das immense Potenzial der Sonnenenergie zur Deckung des Bedarfs der Menschheit in vollem Umfang erkannt hat“ (Daniel Lincot, 2019) und „führenden Vorläufer der thermischen und thermodynamischen Nutzung der Sonnenstrahlung“ (Frédéric Caille, 2020).

## Werke
- Mouchot, Augustin: La Chaleur solaire et ses applications industrielles, 1869[7]; Die Sonnenwärme und ihre industriellen Anwendungen, 1879, Reprint und deutsche Übersetzung 1987 im Olynthus-Verlag ISBN 3-9071-7508-5